# NGC 1507
NGC 1507 este o galaxie spirală situată în constelația Eridanul. A fost descoperită în 6 ianuarie 1785 de către William Herschel. Se află la o distanță de 10,09 megaparseci de Pământ.